# Cung tần Kim thị
Cung tần Kim thị (tiếng Triều Tiên:  공빈 김씨 ; Hanja : 恭嬪 金氏; 16 tháng 11, 1553 – 13 tháng 6, 1577) là hậu cung tần ngự của Triều Tiên Tuyên Tổ và là mẹ của Quang Hải quân. Vì từng được con trai truy phong Vương hậu nên bà đôi khi cũng được gọi là Cung Thánh Vương hậu (恭聖王后).

## Cuộc đời
Cung tần Kim thị sinh ngày 11 tháng 10 (âm lịch) năm Minh Tông thứ 8, Tuyên Tổ năm thứ 4 (1571), bà cùng Trịnh thị đồng thời nhập cung, phong làm Thục nghi (淑媛), sau đó tấn thăng làm Quý nhân (貴人), Tuyên Tổ năm thứ 10 (1577) lại tiến phong Cung tần (恭嬪). Cũng trong năm ấy, vào tháng 5, bà qua đời do sản bệnh. Trước khi lâm chung, bà từng khóc lóc với Tuyên Tổ, nói rằng có người trong cung vì đố kỵ mà dùng tà thuật hãm hại bà. Sau khi bà mất, Tuyên Tổ vô cùng đau buồn, tự trách mình, rồi trút giận lên người khác, khiến một số cung nhân bị vạ lây. Khi ấy, một phi tần khác là Kim Chiêu dung (金昭容) (sau này là Nhân tần) thường đứng ra cầu xin cho các cung nhân, đồng thời nhân cơ hội gièm pha Cung tần, khiến nỗi nhớ thương của Tuyên Tổ dành cho Cung tần dần phai nhạt. Kim Chiêu dung từ đó trở thành người được Tuyên Tổ sủng ái nhất trong hậu cung.
Cung tần sinh cho Tuyên Tổ bốn hoàng tử, trong đó người con thứ hai và thứ tư mất sớm. Hai người còn lại là Trưởng hoàng tử Lâm Hải Quân Lý Duật (臨海君 李珒) sinh năm Tuyên Tổ thứ năm (1572) và Hoàng tử thứ hai, Quang Hải Quân Lý Hồn (光海君 李琿), vị quân vương thứ 15 của triều đại Triều Tiên sinh năm Tuyên Tổ thứ tám (1575).
Đến năm Quang Hải Quân thứ hai, Lý Hồn cho nâng cấp phần mộ của sinh mẫu thành Thành lăng (成陵), đồng thời tuyên cáo tông miếu, truy phong Cung tần Kim thị thành Kính Liệt Minh Thuận Từ Thục Đoan Nhân Cung Thánh Vương hậu (敬烈明順慈淑端仁恭聖王后). Tuy nhiên, sau khi Nhân Tổ phục vị, Quang Hải Quân bị phế truất, Nhân Tổ bãi bỏ thụy hiệu “Cung Thánh Vương hậu” và dời phần mộ về tư trạch của nhà mẹ đẻ, gọi là Thành mộ (成墓).